# Kepler-68
Désignations
Kepler-68 est une étoile de la constellation du Cygne, distante de ∼ 472 a.l. (∼ 145 pc) de la Terre. Il s'agit d'une étoile de type solaire 8 % plus massive, 24 % plus grande et 56 % lumineuse que le Soleil ; ses propriétés font d'elle un jumeau presque parfait d'Alpha Centauri A.
Kepler-68 possède quatre planètes connues en orbite autour d'elle. La troisième planète par ordre de distance, Kepler-68 d, a une masse similaire à celle de Jupiter, mais orbite dans la zone habitable.